# Viktor Tatarintsev
Viktor Ivanovitj Tatarintsev (ryska: Ви́ктор Ива́нович Тата́ринцев), född 23 oktober 1954 i Cherson i Ukrainska SSR i Sovjetunionen, är en rysk diplomat och sedan maj 2014 Rysslands ambassadör i Stockholm.
Tatarintsev, som är född i nuvarande Ukraina, har en ukrainsk mor och en rysk far. Han utexaminerades 1980 från Moskvas statliga institut för internationella relationer. Under åren 1980–1986 och 1990–1994 var han stationerad först vid Sovjetunionens och sedan Rysslands ambassad i Stockholm. Åren 1997–2002 var han i Sverige som ministerråd (andreman) vid ambassaden. Under åren 2006–2010 var han Rysslands ambassadör i Island. Åren 2010–2014 var han chef för andra europeiska avdelningen vid Rysslands utrikesministerium.
Tatarintsev talar utöver ryska även engelska, svenska och polska.